# Landtagswahl in Oberösterreich 1979
- SPÖ: 23
- ÖVP: 29
- FPÖ: 4

Die Landtagswahl in Oberösterreich 1979 fand am 7. Oktober 1979 statt. Die ÖVP legte stark zu und erreichte die absolute Mehrheit. Der Landtag wählte Josef Ratzenböck (ÖVP) zum Landeshauptmann, der die Landesregierung Ratzenböck II anführte. 
|                                         | Ergebnisse 1979  | Ergebnisse 1979  | Ergebnisse 1979  | Ergebnisse 1973 | Ergebnisse 1973 | Ergebnisse 1973 | Differenzen | Differenzen | Differenzen |
| --------------------------------------- | ---------------- | ---------------- | ---------------- | --------------- | --------------- | --------------- | ----------- | ----------- | ----------- |
| Wahlberechtigte                         | 836.072          | 836.072          | 836.072          | 778.773         | 778.773         | 778.773         | + 57.299    | + 57.299    | + 57.299    |
| Wahlbeteiligung                         | 88,99 %          | 88,99 %          | 88,99 %          | 92,19 %         | 92,19 %         | 92,19 %         | − 3,20 %    | − 3,20 %    | − 3,20 %    |
|                                         | Stimmen          | %                | Mand.            | Stimmen         | %               | Mand.           | Stimmen     | %           | Mand.       |
| Abgegebene Stimmen                      | 744.033          |                  |                  | 717.932         |                 |                 | + 26.101    |             |             |
| Ungültig                                | 10.239           | 1,38 %           |                  | 12.249          | 1,71 %          |                 | − 2.010     | − 0,33 %    |             |
| Gültig                                  | 733.794          | 98,62 %          |                  | 705.683         | 98,29 %         |                 | + 28.111    | + 0,33 %    |             |
| Partei                                  |                  |                  |                  |                 |                 |                 |             |             |             |
| Österreichische Volkspartei (ÖVP)       | 378.745          | 51,61 %          | 29               | 334.468         | 47,70 %         | 28              | + 44.277    | + 3,91 %    | + 1         |
| Sozialistische Partei Österreichs (SPÖ) | 303.945          | 41,42 %          | 23               | 306.003         | 43,36 %         | 24              | − 2.058     | − 1,94 %    | − 1         |
| Freiheitliche Partei Österreichs (FPÖ)  | 46.801           | 6,38 %           | 4                | 54.094          | 7,67 %          | 4               | − 7.293     | − 1,29 %    | ± 0         |
| Kommunisten u. Linkssozialisten (KLS)   | 4.303            | 0,59 %           | –                | 6.301           | 0,89 %          | –               | − 1.998     | − 0,30 %    | ± 0         |
| Nationaldemokratische Partei (NDP)      | nicht kandidiert | nicht kandidiert | nicht kandidiert | 2.817           | 0,38 %          | –               | − 2.817     | − 0,38 %    | ± 0         |
| Gesamt                                  | 733.794          | 100,00 %         | 56               | 705.683         | 100,00 %        | 56              | + 28.111    | + 0,33 %    | ± 0         |